# Pierre-Armand du Cambout de Coislin
Pierre-Armand du Cambout de Coislin (Paris, 14 de novembro de 1636 - Versalhes, 5 de fevereiro de 1706) foi um cardeal do século XVII

## Biografia
Nasceu em Paris em 14 de novembro de 1636. De uma família ilustre da Bretanha. Filho mais novo de Pierre César de Cambout, marquês de Coislin, e Madeleine Séguier, filha mais velha de Pierre Séguier, chanceler da França. Tio de Henri-Chales du Cambout de Coislin, bispo de Metz (1697-1732). Ele foi batizado em 13 de fevereiro de 1638, na igreja de Saint-Eustache, em Paris. Ele foi chamado de Cardeal de Coislin. Seu primeiro nome também está listado como Pierre-Armand; e seu sobrenome como Cambout de Coislin.
Estudou na Universidade Sorbonne, em Paris, onde obteve o doutorado em teologia.
Abade commendatario de Jumièges em 1641. Prior de Argenteuil em 1643. Cônego do capítulo da catedral de Paris em 1647. Abade commendatario de Saint-Victor de Paris em 1653. Primeiro esmoler do rei da França em 1653. Abade commendatario do mosteiro cisterciense de Saint-Jean, diocese de Amiens. Nomeado para a sé de Orléans pelo rei Luís XIV da França em 24 de maio de 1665.
Ordenado em 16 de agosto de 1665, Paris, por Hardine de Péréfixe de Beaumont, arcebispo de Paris.
Eleito bispo de Orléans em 29 de março de 1666. Consagrada em 20 de junho de 1666, igreja de Saint-Victor, Paris por Hardouin de Péréfixe, arcebispo de Paris, auxiliado por Ferdinand de Villeroy, bispo de Chartres, e por Dominique de Ligni, bispo de Meaux. Abade de Saint-Gildas-des-Blois, 1670. Comandante das ordens reais da França. Em 1685, após a revogação do Édito de Nantes, um regimento de dragões foi enviado a Orléans para converter os calvinistas à força. O bispo alojou os oficiais em seu palácio e conquistou o respeito dos soldados, evitando a violência e o uso da força contra os calvinistas a quem chamava de diocesanos. Comendador da Ordem de Saint-Esprit, 1688. Abade de Saint-Jean-d'Amiens, Notre-Dame du Quay e Saint-Pierre d'Abbeville. Prior de Argenteuil e Longpot.
Criado cardeal sacerdote no consistório de 22 de julho de 1697; com um breve apostólico de 31 de julho de 1697, o papa lhe enviou o barrete vermelho. Participou do conclave de 1700 , que elegeu o Papa Clemente XI. Recebeu o chapéu vermelho e o título de SS. Trinità al Monte Pincio, 30 de março de 1700. Grande esmola da França, setembro ou outubro de 1700.
Morreu em Versalhes em 5 de fevereiro de 1706. Exposto e enterrado na catedral de Orléans.